# .no
.no là tên miền quốc gia cấp cao nhất (ccTLD) của Na Uy. Việc đăng ký được thực hiện thông qua nhà đăng ký ủy quyền và tên miền quốc tế hóa có thể được đăng ký (xem chi tiết Lưu trữ ngày 11 tháng 3 năm 2007 tại Wayback Machine).
Việc đăng ký chỉ mở rộng cho các tổ chức đăng ký ở Trung tâm Đăng ký Brønnøysund.